# 恐怖の時間
『恐怖の時間』（きょうふのじかん）は、1964年2月1日に東宝が公開したサスペンス・ミステリー映画。エド・マクベインのミステリー小説『殺意の楔』を岩内克己監督で映像化したもの。主演・山﨑努、加山雄三、星由里子など共演。

## あらすじ
ある警察署の刑事部屋、過去に誤射によって恋人を失った若い男が山本部長刑事に突如拳銃を突きつけた。その男は、誤射をした山本刑事に復讐するために刑事部屋にやって来たのだ、しかし、その山本と男が拳銃を突きつけている山本が別人であると知ると、それならと、男は山本部長刑事を人質に、本来の復讐の相手である山本の帰りを待つ。

## キャスト
- 山﨑努 : 次郎[5]
- 加山雄三 : 山本和夫[5]
- 星由里子: 節子[5]
- 黒部進 :若林[5]
- 志村喬 : 山本伊三郎巡査部長[5]
- 田村奈巳 : 横山圭子[5]
- 土屋嘉男 : 稲垣巌[5]
- 小林哲子 : あかね（パン助）[5]
- 小山田宗徳 : 吉岡記者[5]
- 富田仲次郎 : 坂口金造巡査部長[5]
- 山本廉 : 秋山[5]
- 佐々木孝丸 : 黒木[5]
- 佐田豊 : 佐野周三係長[5]
- 山田彰 : 石崎[5]
- 森今日子 : 警察病院の看護婦[5]
- 鈴木治夫 : 藤田[5]
- 古田俊彦[5]
- 西条竜介[5]
- 松岡司郎[5]
- 加藤茂雄[5]
- 生方壮児[5]
- 池田生二[5]
- 向井淳一郎 : 伊藤巡査[5]

## スタッフ
- 監督 ：岩内克己
- 脚色 ：山田信夫
- 原作 : エド・マクベイン
- 制作 : 森田信
- 音楽 ：別宮貞雄
- 編集 : 藤井良平
- 撮影 ：飯村正
- 美術 ：育野重一

## 併映作品
- 『男嫌い』: 木下亮監督